# Sjachtarsk
Sjachtarsk (Oekraïens: Шахтарськ) is een stad in het Oekraïense oblast Donetsk.
De plaats ontstond in 1764 en groeide uit van mijnwerkersplaats tot stad. Die status kreeg Sjachtarsk in 1953.

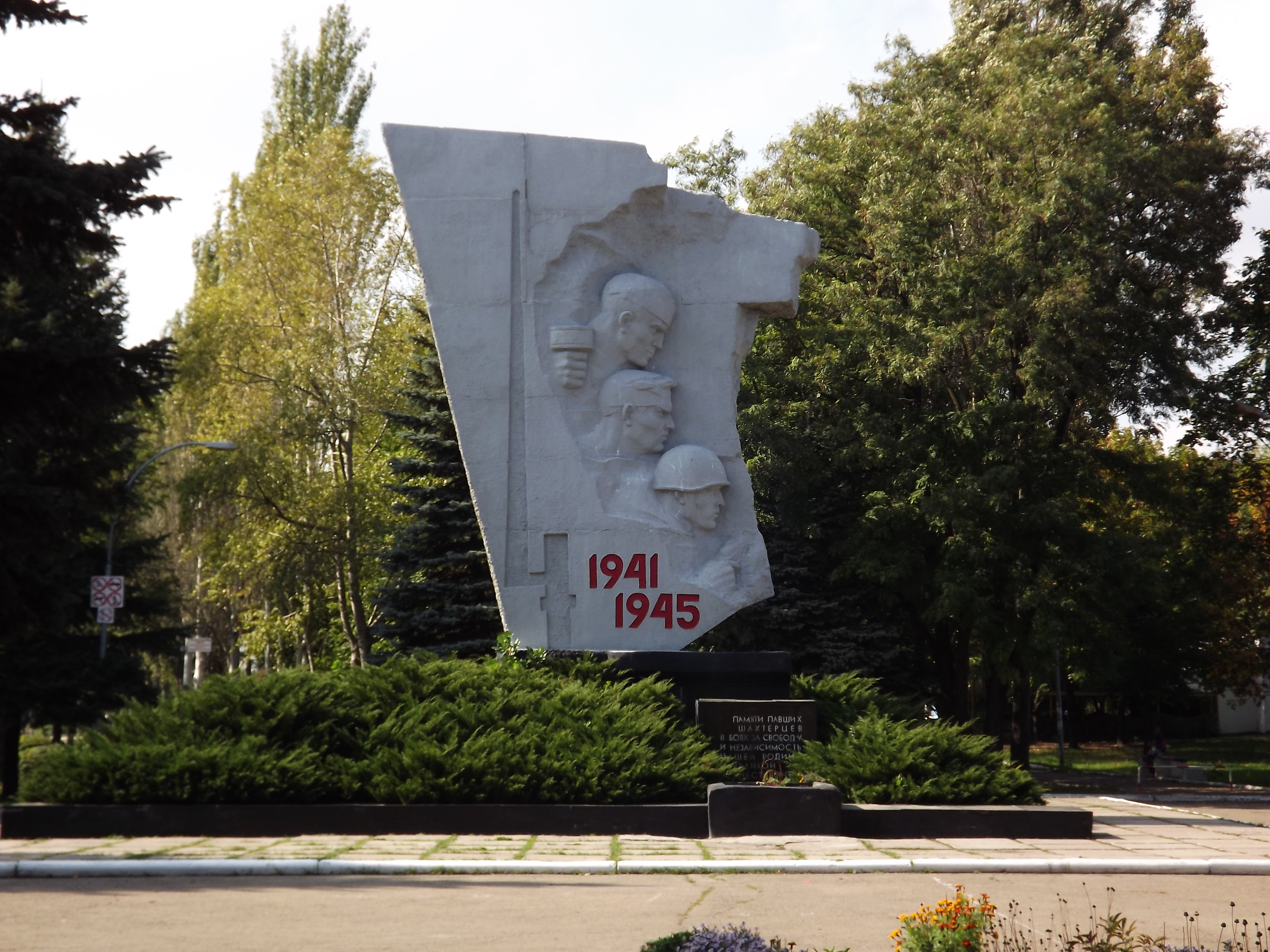
Oorlogsmonument
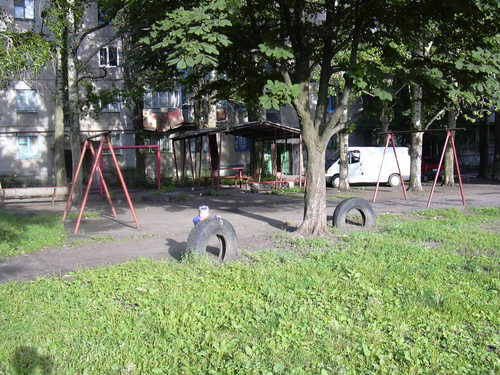
Speeltuin